# ユウタウン総曲輪
ユウタウン総曲輪（ユウタウンそうがわ）は、富山県富山市総曲輪にある複合映画館、ホテル、飲食店等を備える複合商業施設である。富山市総曲輪西地区再開発事業に係る再開発ビルとして、国、県、及び市が一部出資し、再開発ビルとして整備され、2016年（平成28年）6月1日に開業した。

## 概要

### 開業まで
富山市にては2009年（平成21年）12月23日に富山地方鉄道富山軌道線のうち、富山都心線（環状線）を開業させるなど、同市街地に対する交通の便宜を高め、以てその再開発事業を進めているが、2007年（平成19年）の総曲輪フェリオの開業により中心市街地における往来は漸次偏りをみせはじめ、総曲輪西地区においては空き店舗数が過去最大となる状況となっていた。このため、同地区においては不況による影響もあって、停滞しつつあったかかる中心市街地再開発事業を推進するため複合ビル建設を計画し、総曲輪西地区市街地再開発準備組合は2010年（平成22年）5月7日までに複合映画館を併設する商業施設として具体的建設計画案をまとめている。同計画案は5月28日に地権者によって同意を受け、2011年（平成23年）6月25日には入居予定のホテルはドーミーインを運営する株式会社共立メンテナンスが担当し、複合映画館の運営者は金子興業株式会社となることが決定。2013年（平成25年）2月28日には総曲輪西地区市街地再開発組合が発足し、本格的な建設に向け準備が進んだ。既存建造物群の解体は2014年（平成26年）8月18日より開始され、12月17日には起工式を挙行。2016年（平成28年）5月23日に竣工し、名称も「ユウタウン総曲輪」となることが決定、6月1日に開業した。

### 開業後
開業後は自由通路を利用して様々な催事が行われており、また当施設周辺の国道41号沿線は地価が上昇するなどの開業効果が確認されていたが、入居中の映画館の来場者数や駐車場の稼働率は伸び悩んでおり、関係者はその要因として入居予定の店舗等の開店時期がそろわなかったことを挙げている。このため、当施設関係者は入居予定の商業施設のほとんどが出揃う2016年（平成28年）10月1日をグランドオープンとして位置づけ、改めて集客のため周知を徹底させるとしている。
しかし、2016年（平成28年）11月には菓子店とフランス料理店が撤退し、その後フランス料理店の区画に入居した喫茶店も2017年（平成29年）1月に閉店した。これによって4区画が空いている状況となっていたが、2017年（平成29年）5月には2区画をゲームセンター、7月には1区画を薬局にあてる予定となっている。

## 内部施設
ユウタウン総曲輪は複合映画館「JMAX THEATER とやま」、宿泊施設および入浴施設「天然温泉 富山 剱の湯 御宿野乃」、立体駐車場、マンションの4棟によって構成されており、各棟の1階に飲食店やコンビニエンスストア等の施設が入居する。また国道41号と大手モールに挟まれた場所に所在しており、敷地内を通る全長50メートルのメイン通路によって24時間徒歩および自転車によって双方を連絡できる。
入居中の複合映画館「JMAX THEATER とやま」の名称は、2016年（平成28年）2月4日決定した。富山市中心市街地における本格的映画館は、富山松竹の休館以来10年ぶりの復活とされており、若年層の集客が見込まれるものと期待されている。なお、ユウタウン総曲輪の開業は6月1日となっているが、「JMAX THEATER とやま」が開業したのは2日後の6月3日であった。8スクリーン、1,191席、また最新の音響システムを備えており、3D作品の上映にも対応している。
「天然温泉 富山 剱の湯 御宿野乃」は、2016年（平成28年）7月16日に開業した。同施設はホールや廊下が畳敷きとなっている旅館風の宿泊施設および入浴施設であって、チェックイン後は靴を脱いで滞在する。また日帰り入浴も可能な大浴場を備えていて、訪日外国人等観光客の利用も視野に入れているという。2016年（平成28年）に楽天トラベルがまとめた評価の高いビジネスホテルランキングによると、全国で2位の評価を受けている。
入居中の主たるテナントの情報は以下の通りである。
- ファミリーマート富山総曲輪店 - 24時間営業[30]、内部に36席のイートインを備える[31]。
- イタリアントマト CafeJr.ユウタウン総曲輪店 - 営業は午前10時より午後9時まで[32]。
- 回転寿司富山湾直送『すし八』 - 営業は午前11時より午後10時まで[33]。
- K,do TOYAMA SOUGAWA（美容院） - 営業は平日は午前10時より午后7時まで、土休日は午前9時より午後5時まで[34]。
- どさん子ラーメン 富山総曲輪店 - 2016年（平成28年）9月28日開業、営業は午前11時より午後10時まで[35]。
- IVORY（洋服） - 営業は午前11時より午後7時まで[36]。
- リーフそうがわ歯科 - 営業は午前9時より午後1時、午后2時半より午後6時半まで[37]。60分の駐車券サービスあり[37]。
- 三代目網元魚鮮水産 富山総曲輪店（居酒屋）
- ぜん味（和食）
- 城南タクシー
- 宝くじ売場

## 交通アクセス
- 富山地方鉄道富山軌道線大手モール停留場より徒歩1分[38]。
- 富山地方鉄道富山軌道線西町停留場より徒歩5分[38]。
- 駐車場は約480台を収容可能である[22]。料金は30分100円、24時間まで上限1000円となっているが[22]、映画を視聴した者は最大3時間まで無料となっている[25]。
- 自転車の利用者には駐輪場も設けられている[20][39]。